# De dödsdömda
De dödsdömda (italienska: Sacco e Vanzetti) är en italiensk-fransk dramadokumentär från 1971 i regi av Giuliano Montaldo.
Filmen är baserad på Mino Roli och Luciano Vincenzonis pjäs Sacco e Vanzetti om rättegången mot anarkisterna Sacco och Vanzetti. 

## Rollista i urval
- Gian Maria Volontè - Bartolomeo Vanzetti
- Riccardo Cucciolla - Nicola Sacco
- Cyril Cusack - Katzman
- Rosanna Fratello - Saccos hustru
- Geoffrey Keen - domare Thayer
- Milo O'Shea - advokat Moore
- William Prince - advokat Thompson
- Claude Mann - journalisten